# Epipristis accessa
Epipristis accessa là một loài bướm đêm trong họ Geometridae.